# Charles-Félix Cazeau
Pour les articles homonymes, voir Cazeaux.
Charles-Félix Cazeau, né le 24 décembre 1807 à Québec (Québec) et mort le 26 février 1881 dans cette même ville, est un prêtre catholique canadien français.

## Biographie

### Formation
Fils de Geneviève Chabot et du charron Jean-Baptiste Cazeau, Charles-Félix commence ses études classiques en 1819 au  nouveau collège de la paroisse Saint-Roch à Québec. En 1822, il entre au séminaire de Nicolet puis devient, en 1825, sous-secrétaire de Joseph-Octave Plessis tout en poursuivant ses études théologiques au grand séminaire de Québec.

### Secrétariat
Ordonné prêtre par Bernard-Claude Panet le 3 janvier 1830, il occupe le poste de secrétaire du diocèse de Québec dès le lendemain, et devient chapelain de la Congrégation des hommes de Notre-Dame de Québec et en assume la direction spirituelle jusqu’en avril 1849. 
Joseph Signay, successeur de Bernard-Claude Panet, maintient Cazeau à son poste de secrétaire en février 1833, bien qu'il manifeste beaucoup de méfiance à son sujet. Dès le mois d’août, le nouveau coadjuteur de Joseph Signay, Pierre-Flavien Turgeon, lui demande de témoigner plus de confiance envers Cazeau et lui suggère de ne pas trop l’humilier. Pierre-Flavien Turgeon souligne d’ailleurs que l’évêque a d’autant plus intérêt à ménager son secrétaire « que l’on ne peut se passer de ses services ». 
Le 16 juillet 1834, alors que le père Cazeau veut renoncer à sa tâche, Joseph-Norbert Provencher, l’incite à demeurer à son poste jusqu’à ce qu’il soit limogé, sinon « tout va s’en aller sens dessus dessous, dans le diocèse ». Cazeau choisit donc de continuer à assumer sa fonction sans récriminer contre son supérieur, jusqu’à ce que l’avenir même de l’archidiocèse lui paraisse dangereusement compromis par l’attitude de Joseph Signay. Peu avant le départ de Ignace Bourget pour Rome, Cazeau lui suggère d’intercéder auprès du Saint-Siège pour demander la démission de Joseph Signay et lui fournit les renseignements nécessaires pour justifier cette démarche. 
Mais, en novembre 1848, Cazeau découvre que Joseph Signay a déjà offert sa démission à Rome depuis le 17 mars de la même année, à la suite de son incapacité de régler les problèmes financiers du diocèse. Quelques mois plus tard, Pierre-Flavien Turgeon prend possession du siège métropolitain de Québec et confère à Cazeau le titre de vicaire général le 9 octobre 1850, qui quitte donc sa fonction de secrétaire du diocèse.
Il intervient également contre la Grande famine en Irlande entre 1845 et 1851.

### Missions
Le P. Cazeau joue également un rôle important dans l’élan missionnaire que connaît l’Église canadienne dans les années 1840. Grâce à lui, ainsi qu'à Pierre-Flavien Turgeon, Joseph Norbert Provencher obtient notamment, en 1844, des missionnaires oblats, recrutés en France par Ignace Bourget. Aumônier de la Congrégation des Sœurs servantes du Cœur-Immaculé de Marie à Québec, il veille à l’installation des communautés religieuses dans certaines paroisses. Durant cette période, c’est également lui qui supervise la création des nouveaux diocèses de la province ecclésiastique de Québec. 

### Porte-parole et politique
Simultanément à son poste de secrétaire, le P. Cazeau s’initie à la fonction de porte-parole de l’épiscopat auprès du gouvernement. Au cours de l’automne 1831, il assiste notamment aux séances de la Chambre d’assemblée du Bas-Canada, lors de la discussion d’un projet de loi sur les fabriques et représente le clergé auprès du député Jean-François-Joseph Duval. En 1831, le père Cazeau, ayant pris conscience de l’importance de la presse pour servir les intérêts de l’Église, tente en vain de convaincre Bernard-Claude Panet et Jean-Jacques Lartigue de fonder un journal dirigé par un prêtre, entreprise qu’il juge « nécessaire pour s’opposer aux doctrines antipolitiques et anti-religieuses qui viennent d’outremer ». Malgré cet échec, il n’en intervient pas moins indirectement au niveau de la presse, cherchant à éviter les heurts entre hommes politiques et représentants du clergé. 
Officiellement, ce sont les évêques en titre qui dialoguent avec les représentants du gouvernement, mais Cazeau, malgré son rang de simple secrétaire devient, au cours des années 1840, un personnage clé de la relation entre l’Église et l’État. Cazeau prend ainsi une part plus ou moins active à la législation concernant les paroisses, la reconnaissance juridique d’établissements religieux, d’éducation et de charité, la constitution des évêques en corporation, l’immigration et les auberges. Il intervient aussi auprès des fonctionnaires ou des commissaires nommés par le gouvernement pour appliquer certaines ordonnances ou certaines lois, lorsque leurs décisions risquent de porter préjudice aux droits acquis de l’Église. Il conclut encore avec les gouverneurs généraux, tantôt directement, tantôt par l’entremise de leurs collaborateurs, des ententes relatives à la nomination et aux conditions de travail de prêtres dans des établissements sous la juridiction de l’armée britannique, comme les hôpitaux militaires et la station de quarantaine de la Grosse Île, Bas-Canada. Enfin, plusieurs membres du clergé et même certains laïcs ayant une faveur à obtenir du gouvernement ou une requête à lui adresser chargent Cazeau d’intercéder en leur nom, s’assurant ainsi une plus grande chance de succès.
Avec le temps, Cazeau ne vise plus seulement à sauvegarder les intérêts de l’Église, il veille également à ce que celle-ci ait une certaine influence sur le pouvoir civil. Ainsi, en 1851, il engage le procureur général du Bas-Canada Louis-Hippolyte La Fontaine à qui il confie la direction d’une école normale, dont le gouvernement prévoyait la création, afin de permettre à l’épiscopat ou à des personnes choisies de diriger cette institution. Deux ans plus tard, Cazeau influence les ministres en incluant parmi les membres composant le sénat de l’University de Toronto, le supérieur du Collège de Bytown. En décembre 1854, il songe à faire nommer au Conseil législatif un candidat favorable à l’épiscopat. À ce moment-là, l’influence de Cazeau auprès des hommes politiques est telle que Joseph-Bruno Guigues le considère comme étant presque un ministre.
Les interventions politiques de Cazeau sont toujours officieuses. Rares sont les déclarations publiques signées de sa main. Quelques rectifications et mises au point dans les journaux lui suffisent quand il se sent attaqué personnellement, comme ce fut le cas en 1850, par exemple, lorsque Jean-Baptiste-Éric Dorion l’accuse de « cabaler » pour un candidat ministériel dans les comtés de Québec et de Mégantic. 
Il intervient lors des lois sur la présidence des assemblées de fabrique, des écoles séparées, des registres de mariages, baptêmes et sépultures ainsi que sur le Code civil. Cazeau continue, de 1850 à 1870, d’expédier les affaires courantes de l’archidiocèse. 
L’intérêt de Cazeau pour l’éducation le pousse naturellement à en favoriser le développement. Il assiste à l’inauguration de l’école normale Laval, le 12 mai 1857, et, le mois suivant, il prononce une allocution au banquet des instituteurs. C’est grâce à son intercession que le collège de Bytown, à Ottawa, le St Michael’s College, à Toronto, et l’école du père Flavien Durocher dans le quartier Saint-Sauveur à Québec reçoivent régulièrement leurs subventions gouvernementales. Son soutien à l’université Laval est constant. Fidèle à l’attitude de l’archevêché de Québec et à celle du recteur de Laval, il n’hésitera pas lui aussi à faire pression jusqu’au Vatican pour contrer le projet d’une université rivale à Montréal. 
Jusqu’en 1867, le rôle politique du vicaire Cazeau est primordial. Il conduit les interventions secrètes de l’Église en faveur de la confédération, l’archevêque de Québec étant impotent et son coadjuteur, Charles-François Baillargeon, se sentant dépassé par les affaires politiques. Après l’élévation de {Louis-François Laflèche au poste de coadjuteur du diocèse de Trois-Rivières, en 1867, Cazeau laisse ce dernier convaincre l’épiscopat d’intervenir officiellement en faveur du nouveau régime. Elzéar-Alexandre Taschereau, accédant à l’épiscopat en 1870, le grand vicaire Cazeau s'efface un peu, bien qu'à deux reprises, de 1870 à 1871 puis de 1872 à 1873, il administre l’archidiocèse en l’absence de l’archevêque. 
En 1877, le P. Cazeau publie plusieurs articles sous le pseudonyme « An English speaking Catholic » dans le Quebec Daily Evening Mercury. Au mois de décembre 1879, il met fin à sa carrière et déménage à l’asile du Bon-Pasteur de Québec, qu’il dirigeait depuis 1862 et où il meurt le 26 février 1881.

## Hommages
- La rue Monseigneur-Cazeau a été nommée en son honneur, en 2006, dans la ville de Québec.
- La rue Saint-Félix a été nommée en son honneur, vers 1950 dans l'ancienne ville de Cap-Rouge, maintenant présente dans la ville de Québec.